# Semeadeira
Uma plantadeira
O semeador de três pernas de ferro, inventado no século II a.C., permitiu que os agricultores plantassem cuidadosamente as plantações em filas, em vez de lançar as sementes à mão. O arado de ferro, também inventado durante a dinastia Hã, exigia apenas um homem para controlá-lo, dois bois para puxá-lo e poderia semear cerca de 45 730 m2 (11,3 acres) de terra em um único dia.
Na Europa, a semeadora foi re-inventada por Jethro Tull em 1701: ela permitia que os fazendeiros propalassem as sementes em filas bem espaçadas numa profundidade específica. Antes disso eles simplesmente jogavam as sementes no chão, para que crescessem onde quer que caíssem. Algumas das sementes caíam em terra não preparada onde nunca germinavam, ou germinavam prematuramente e eram mortas por pragas, excesso de água ou fertilizante. 
Esta invenção deu aos fazendeiros muito mais controle sobre a profundidade em que a semente era plantada e a habilidade de cobri-las sem ter que fazer outra volta. Este controle significava que as sementes germinavam com mais consistência e em terreno mais preparado.
Com o passar dos anos as semeadoras tornaram-se mais avançadas e sofisticadas, mas a tecnologia permanece substancialmente a mesma. A primeira semeadora era compacta o bastante para ser puxada por um único cavalo, mas o avanço da tecnologia com o advento de tratores e semeadoras mais eficientes permitiram aos fazendeiros semear vários hectares de terra em um único dia.

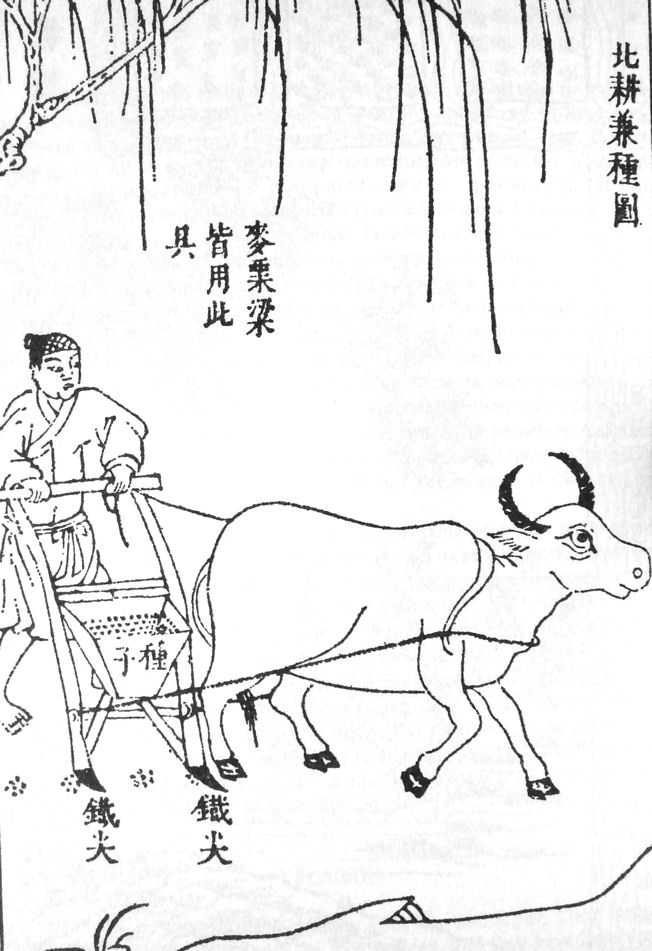
Semeadora chinesa antiga